# Sala d'en Galà
La Sala d'en Galà és una obra del municipi de Cassà de la Selva (Gironès) inclosa en l'Inventari del Patrimoni Arquitectònic de Catalunya.

## Descripció
Cal destacar la profunda utilització d'elements decoratius de diferents estils, que arribaren a englobar tota la pell exterior de l'edifici. El conjunt queda rematat per un gran coronament amb elements figuratius propis de l'arquitectura romànica i acadèmica. Tot el conjunt és arrebossat i amb pedra artificial. També s'utilitza el ferro forjat en les baranes dels balcons.

## Història
L'adequació de l'edifici per a l'actual sala de ball ha malmès sensiblement el conjunt. Hi ha un tancament de finestres i una alteració de les portes.